# فابریانو
فابریانو (به ایتالیایی: Fabriano) یک کومونه در ایتالیا است که در استان آنکونا واقع شده‌است.

## خصوصیات
فابریانو ۲۶۹٫۹۱ کیلومترمربع مساحت و ۳۱٬۹۲۴ نفر جمعیت دارد و ۳۲۵ متر بالاتر از سطح دریا واقع شده‌است.